# Trîtelnîkî, Volociîsk
Trîtelnîkî (în ucraineană Трительники) este localitatea de reședință a comunei Trîtelnîkî din raionul Volociîsk, regiunea Hmelnîțkîi, Ucraina.

## Demografie
Componența lingvistică a localității Trîtelnîkî
     Ucraineană (97,5%)
     Rusă (1,56%)
Conform recensământului din 2001, majoritatea populației localității Trîtelnîkî era vorbitoare de ucraineană (97,5%), existând în minoritate și vorbitori de rusă (1,56%).